# Steeple Ashton
Steeple Ashton  è un villaggio e una parrocchia civile della contea del Wiltshire che si trova a circa 3 miglia a est di Trowbridge, Sud Ovest dell'Inghilterra, Regno Unito.

## Geografia

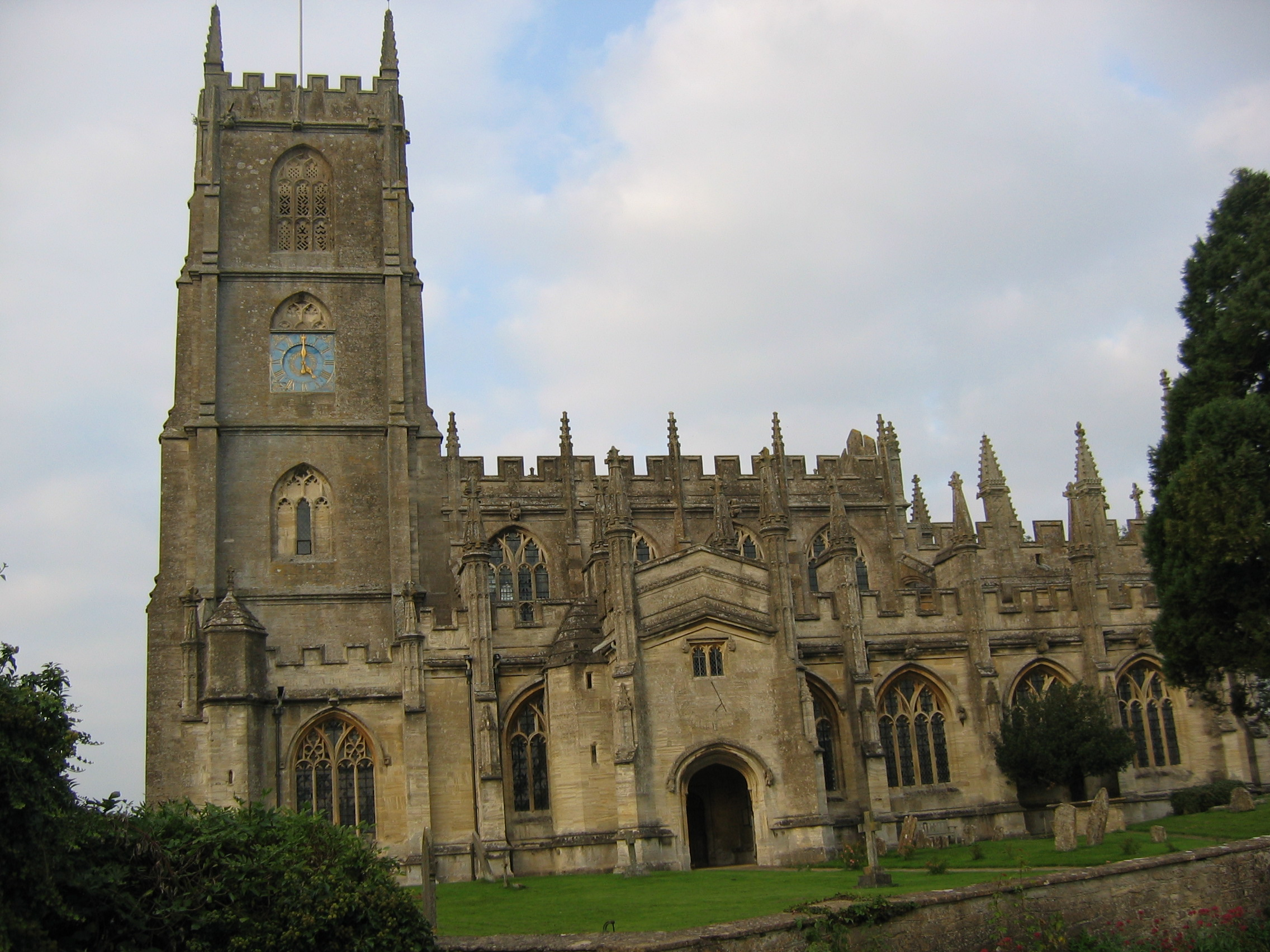
Chiesa di Santa Maria Vergine

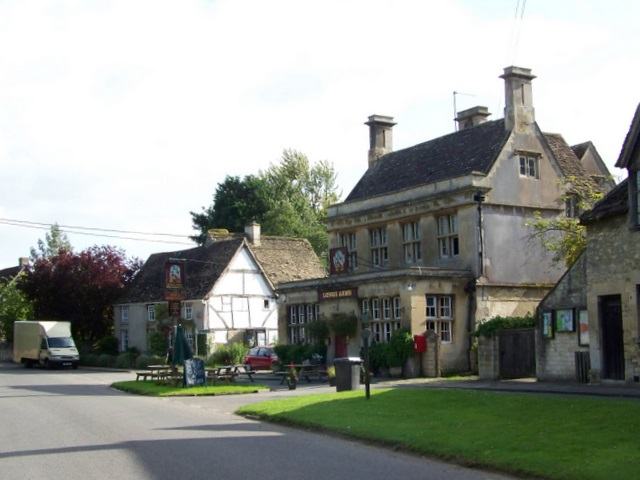
The Long Arms

Geologicamente la caratteristica dominante del territorio dell'antica parrocchia civile è la distesa di corallo giurassico che affiora dalle argille della valle del North Wiltshire per formare un basso altopiano con una scarpata distinta a nord. Si tratta della località di corallo giurassico più ricca della Gran Bretagna ed è rinomata tra gli studiosi. L'area di maggior interesse si trova in un campo a circa 300 metri a ovest-sudovest di "Spiers Piece", una fattoria situata a circa 1 km a sud-est del villaggio di Steeple Ashton. La scarpata corre a nord del villaggio di Great Hinton, attorno a Hag Hill e verso sud-ovest, a est della strada Semington-Yarnbrook, fino al parco Rood Ashton e al confine a sud del villaggio di West Ashton. A sud e a est della scarpata la maggior parte del terreno è alta oltre 250 piedi, salendo fino a 265 piedi a sud di Steeple Ashton e 314 piedi a sud di West Ashton. Il terreno di questo altopiano è più leggero di quello della valle e un po' più adatto all'agricoltura arabile. Il terreno più basso a nord-ovest è drenato dal fiume Biss, che ne costituisce il confine per un certo tratto, e da due corsi d'acqua che sfociano entrambi nel Biss sopra Trowbridge. Questa zona è principalmente al di sotto dei 150 piedi e contiene una grande quantità di boschi. I boschi chiamati Kayred e Slowgrove si trovavano qui nel 1370 e nel 1617 i boschi, ancora chiamati con questi nomi, coprivano più o meno la stessa area di quelli poi chiamati Green Lane e Biss Woods. Anche Carter's e Flower's Woods esistevano allora. Parti considerevoli di Biss Wood e Flower's Wood sono state abbattute nel 1960. Il nord-est è anche nella regione di Oxford Clay nella valle del Semington Brook, che costituisce il confine della parrocchia a nord. Il villaggio di Semington, tuttavia, sorge all'estremità orientale di una bassa cresta di Cornbrash che si estende verso ovest fino a Trowbridge e presenta un terreno leggermente più leggero rispetto all'argilla della valle. Tre dei principali insediamenti antichi, Steeple Ashton, Great Hinton e West Ashton, sorgono su un terreno più elevato a sud. La strada principale da Trowbridge a Devizes attraversa il nord della parrocchia, e quella da Melksham a Westbury attraversa Semington e quindi verso sud-ovest, attraversando la fine del villaggio di West Ashton.

## Storia
Il nome della parrocchia deriva dal campanile della chiesa. In passato comprendeva le decime di West Ashton, Great Hinton, Semington e Littleton. Le prime due di queste, e Semington e Littleton insieme divennero parrocchie civili alla fine del XIX secolo. Nel 1883 piccole parti staccate di Great Hinton e Semington furono trasferite a Hilperton. Nel 1894 l'intera parrocchia di Whaddon fu trasferita alla parrocchia civile di Semington. Nel 1897 parte della parrocchia civile di Steeple Ashton, contenente un certo numero di case e una fabbrica che facevano parte dell'area edificata di Trowbridge, fu trasferita a Trowbridge U.D.C. Lo smembramento di West Ashton, Great Hinton e Semington ha lasciato la moderna parrocchia civile di Steeple Ashton con una lunga sporgenza che si estende verso ovest fino al confine di Trowbridge, dividendo Semington e Hinton a nord da West Ashton a sud. Nel Medioevo Steeple Ashton era il centro delle grandi tenute dell'abbazia di Romsey. Vi si tenevano le corti di Whorwellsdown dell'abbazia e nel 1266 furono concessi alla badessa un mercato settimanale e una fiera annuale. Steeple Ashton soffrì gravemente a causa di un incendio, probabilmente all'inizio del XVI secolo, e questo ne causò il declino del mercato. Alla fine del XVI secolo la prosperità dell'industria tessile era giunta al termine. Da quel momento Steeple Ashton mantenne solo una certa preminenza tra i villaggi circostanti, conferita forse dallo svolgimento di piccole sessioni e dal fatto di essere spesso la casa di un medico o di un avvocato. Il villaggio conserva ancora un po' dell'aspetto di una piccola città. La strada principale, chiamata High Street, si apre in un prato su cui si trovano la croce del mercato e una piccola cella cieca, costruita nel 1773. La maggior parte delle case si trovano direttamente sulla strada, senza giardini. A est di High Street ci sono altre strade chiamate Church Street, Strand, Dark Lane e Silver Street. Molte hanno tratti di pavimentazione acciottolata. La chiesa si trova all'angolo nord-est del villaggio, adiacente alla casa padronale. Gli edifici di Steeple Ashton mostrano una piacevole varietà di materiali edilizi. La maggior parte degli edifici più vecchi sono a graticcio con successivi riempimenti in mattoni, alcuni colorati e alcuni con mattoni disposti a spina di pesce. Per gli edifici più importanti, come la canonica tardo-medievale o la casa padronale, si poteva prendere la pietra da Bradford, mentre i mattoni, spesso con rivestimenti in pietra, erano di uso comune a partire dall'inizio del XVIII secolo.

## Monumenti e luoghi d'interesse
Nel territorio di Steeple Ashton sono presenti alcuni edifici e luoghi d'interesse, tra i quali:
- Chiesa di Santa Maria Vergine. Si tratta di una chiesa parrocchiale anglicana risalente alla fine del XV secolo con alcuni rifacimenti nel 1670. Il presbiterio è stato ricostruito nel 1853 da Clutton. L'edificio è in pietra calcarea, le coperture dei tetti sono in piombo. Appartiene alla diocesi di Salisbury e dall'11 settembre 1968 è un monumento classificato di prima categoria.[6][7]
- Blind House. La piccola casa storica, probabilmente l'antica prigione, dal 29 gennaio 1988 è monumento classificato di seconda categoria[8]
- Longs Arms. Si tratta di un pub risalente al 1700 circa e ampliato alla fine del XIX secolo che dall'11 settembre 1968 è un monumento classificato di seconda categoria[9]